# Jeff Teague
Jeffrey „Jeff“ Demarco Teague (* 10. Juni 1988 in Indianapolis, Indiana) ist ein ehemaliger US-amerikanischer Basketballspieler, der 12 Jahre in der National Basketball Association (NBA) spielte.

## NBA
Teague wurde bei der NBA-Draft 2009 an 19. Stelle von den Atlanta Hawks ausgewählt. Die ersten beiden Saisons seiner Karriere verliefen solide. Teague startete hinter Mike Bibby und kam später hinter Kirk Hinrich von der Bank. Während der Play-offs 2011 spielte er rund 30 Minuten pro Spiel und erzielte über 11 Punkte pro Spiel.
Seit der Saison 2011/12 ist Teague nomineller Starter auf der Point-Guard-Position der Hawks. Er verbesserte sich von Jahr zu Jahr und erreichte jedes Mal mit den Hawks die Play-offs. In der Saison 2013/14 erzielte er 16,5 Punkte und 6,7 Assists pro Spiel.
Im Jahre 2015 wurde Teague erstmals in das NBA All-Star Game eingeladen. Dabei hatte er einen wesentlichen Anteil daran, mit den Hawks den ersten Platz in der Eastern Conference zu belegen und sich den Heimvorteil in den Play-offs zu sichern. Allerdings verlor man in den Conference Finals gegen die Cleveland Cavaliers ohne Sieg.
Nach einer weiteren Saison bei den Hawks, mit denen er wieder die Playoffs erreichte, wurde Teague im Sommer 2016 im Rahmen eines Drei-Team-Trades zu den Indiana Pacers transferiert. Damit kehrte er wieder in seiner Heimatstadt Indianapolis zurück.
Bereits nach einer Saison bei den Pacers unterschrieb Teague einen neuen Dreijahresvertrag bei den Minnesota Timberwolves, bei dem er insgesamt 57 Millionen Dollar verdienen wird.
Mitte Januar 2020 wurde Teague von den Timberwolves zu den Atlanta Hawks getradet, womit er wieder zu seinem ersten NBA-Club zurückkehrte.
Vor der Saison 2020/21 unterschrieb Teague einen Vertrag bei den Boston Celtics. Am 25. März 2021 tradeten die Celtics Teague zusammen mit zwei zukünftigen Zweitrundenpicks für Evan Fournier zu den Orlando Magic, die Teague zwei Tage darauf entließen. Am 1. April 2021 unterschrieb Teague einen Vertrag bei den Milwaukee Bucks. Mit den Bucks wurde Teague 2021 NBA-Champion und trat nach Gewinn der Meisterschaft zurück.

## Sonstiges
Sein jüngerer Bruder Marquis Teague ist ebenfalls Profibasketballer und wurde zu Beginn der Saison 2012/13 an 29. Stelle von den Chicago Bulls gedraftet.

## Auszeichnungen
- 1× NBA-Meister: 2021
- 1× NBA All-Star: 2015

## Karriere-Statistiken

### NBA

#### Reguläre Saison
| Saison  | Team                | GP  | GS  | MPG  | FG % | 3P % | FT % | RPG | APG | SPG | BPG | PPG  |
| ------- | ------------------- | --- | --- | ---- | ---- | ---- | ---- | --- | --- | --- | --- | ---- |
| 2009–10 | Atlanta             | 71  | 3   | 10.1 | .396 | .219 | .837 | 0.9 | 1.7 | 0.5 | 0.2 | 3.2  |
| 2010–11 | Atlanta             | 70  | 7   | 13.8 | .438 | .375 | .794 | 1.5 | 2.0 | 0.6 | 0.4 | 5.2  |
| 2011–12 | Atlanta             | 66  | 66  | 33.1 | .476 | .342 | .757 | 2.4 | 4.9 | 1.6 | 0.6 | 12.6 |
| 2012–13 | Atlanta             | 80  | 78  | 32.9 | .451 | .359 | .881 | 2.3 | 7.2 | 1.5 | 0.4 | 14.6 |
| 2013–14 | Atlanta             | 79  | 79  | 32.2 | .438 | .329 | .846 | 2.6 | 6.7 | 1.1 | 0.2 | 16.5 |
| 2014–15 | Atlanta             | 73  | 72  | 30.5 | .460 | .343 | .862 | 2.5 | 7.0 | 1.7 | 0.4 | 15.9 |
| 2015–16 | Atlanta             | 79  | 78  | 28.5 | .439 | .400 | .837 | 2.7 | 5.9 | 1.2 | 0.3 | 15.7 |
| 2016–17 | Indiana             | 82  | 82  | 32.4 | .442 | .357 | .867 | 4.0 | 7.8 | 1.2 | 0.4 | 15.3 |
| 2017–18 | Minnesota           | 70  | 70  | 33.0 | .446 | .368 | .845 | 3.0 | 7.0 | 1.5 | 0.3 | 14.2 |
| 2018–19 | Minnesota           | 42  | 41  | 30.1 | .423 | .333 | .804 | 2.5 | 8.2 | 1.0 | 0.4 | 12.1 |
| 2019–20 | Minnesota / Atlanta | 59  | 17  | 24.8 | .436 | .368 | .873 | 2.4 | 5.2 | 0.7 | 0.3 | 10.9 |
| 2020–21 | Boston / Milwaukee  | 55  | 7   | 17.3 | .433 | .439 | .848 | 1.6 | 2.4 | 0.6 | 0.2 | 6.7  |
| Gesamt  | Gesamt              | 826 | 600 | 26.8 | .444 | .360 | .844 | 2.4 | 5.6 | 1.1 | 0.3 | 12.2 |

#### Play-offs
| Saison  | Team      | GP | GS | MPG  | FG % | 3P % | FT % | RPG | APG | SPG | BPG | PPG  |
| ------- | --------- | -- | -- | ---- | ---- | ---- | ---- | --- | --- | --- | --- | ---- |
| 2009–10 | Atlanta   | 9  | 0  | 6.6  | .333 | .400 |      | 0.2 | 0.4 | 0.3 | 0.1 | 1.8  |
| 2010–11 | Atlanta   | 8  | 6  | 29.8 | .514 | .143 | .826 | 2.1 | 3.5 | 0.8 | 0.4 | 11.8 |
| 2011–12 | Atlanta   | 6  | 6  | 37.5 | .411 | .412 | .895 | 3.7 | 4.2 | 0.8 | 0.8 | 14.0 |
| 2012–13 | Atlanta   | 6  | 6  | 35.5 | .333 | .300 | .821 | 2.8 | 5.0 | 1.5 | 0.3 | 13.3 |
| 2013–14 | Atlanta   | 7  | 7  | 34.6 | .393 | .333 | .950 | 3.7 | 5.0 | 1.0 | 0.6 | 19.3 |
| 2014–15 | Atlanta   | 16 | 16 | 33.1 | .410 | .323 | .867 | 3.2 | 6.7 | 1.5 | 0.4 | 16.8 |
| 2015–16 | Atlanta   | 10 | 10 | 27.9 | .380 | .250 | .846 | 1.9 | 6.2 | 0.6 | 0.2 | 14.5 |
| 2016–17 | Indiana   | 4  | 4  | 35.5 | .489 | .529 | .833 | 3.3 | 6.3 | 1.0 | 0.8 | 17.0 |
| 2017–18 | Minnesota | 5  | 5  | 30.6 | .451 | .389 | .706 | 3.6 | 5.8 | 0.6 | 0.4 | 13.0 |
| 2020–21 | Milwaukee | 16 | 0  | 7.4  | .290 | .455 | .818 | 0.5 | 0.8 | 0.2 | 0.0 | 2.0  |
| Gesamt  | Gesamt    | 87 | 60 | 25.3 | .405 | .343 | .854 | 2.2 | 4.1 | 0.8 | 0.3 | 11.4 |